# Dalbergia darienensis
Dalbergia darienensis är en ärtväxtart som beskrevs av Velva Elaine Rudd. Dalbergia darienensis ingår i släktet Dalbergia, och familjen ärtväxter. Inga underarter finns listade i Catalogue of Life.